# Talkshow
Talkshow er et amerikansk ord for en bestemt type program i fjernsyn, hvor samtalen står centralt. Det tilsvarende ord på britisk engelsk er »chat show«. Såkaldte talkshows benytter enten den direkte sendeform eller den såkaldte live-on-tape-form.
Talkshows er billige at producere og tiltrækker publikum, og er dermed blevet et varemærke for kommercielt tv, specielt i USA. Fokusset i et talkshow er en programleder/vært og deres interaktion med gæster og publikum.

## Typer
Amerikansk fjernsyn har fremdrevet to typer talkshow, en model mange andre lande har anvendt:
- Den første type talkshow kaldes daytime talkshows. Disse udsendelser har ofte en kvindelig vært som tager for sig intime og private sager, ofte relateret til kendisser eller folk fra publikum. Et kendt eksempel på denne type talkshow er The Oprah Winfrey Show. Et dansk eksempel er Go' morgen Danmark.

- Det andet kaldes et late-night talkshow. Disse udsendelser har ofte en mandlig vært, og tager udgangspunkt i en offentlig person – eksempelvis en kendis eller en politiker. Et late-night talkshow starter typisk med en komisk monolog fra værten om aktuelle begivenheder og nyheder, hvilke ofte bliver fulgt af et interview. Et kendt eksempel på denne type talkshow er Late Show with David Letterman. Et dansk eksempel er Natholdet.

## Danske talkshow
- Natholdet

- X hos Clement

- Talkshowet Meyerheim

- Den blinde vinkel

- Brian Mørk show

- Aloha